# Source de carbone (écologie)
Pour les articles homonymes, voir Source de carbone.
D'un point de vue écologique, une source de carbone ou source CO2 est un élément (ou un processus sur cet élément) libérant du dioxyde de carbone dans l'atmosphère.
Par exemple, l'activité humaine produit des gaz à effet de serre par l'utilisation de sources de carbone fossiles (charbon, gaz, pétrole). 

De même, la décomposition de la végétation morte libère de grandes quantités de carbone.

La végétation est une source de carbone. Par extension, la décomposition des plantes est aussi appelée source de carbone.
Par opposition, on appelle puits de carbone un élément capturant du dioxyde de carbone. Le processus de capture est appelé séquestration du carbone. La photosynthèse permet la capture de CO2 par les plantes.

Elles sont ainsi des puits de carbone (ainsi que des sources lors de leur mort), et la photosynthèse est un mécanisme de séquestration.